# Décembre 1894

## Événements
- Premier numéro de la revue spécialisée La Locomotion Automobile à Paris.
- Afrique [1]: Mary Kingsley part de Calabar vers l'actuel Gabon où elle côtoie les tribus de cannibales (fin en novembre 1895).

- 3 décembre, France : Jean Casimir-Perier est élu Président de la République, en remplacement de Sadi Carnot (fin en 1895).

- 12 décembre :
  - Décès du premier ministre du Canada John Sparrow David Thompson. Mackenzie Bowell lui succède le 21 décembre.
  - Madagascar : les troupes françaises du commandant Bienaimé s’emparent de Tamatave. Depuis quelques années, le Premier ministre Rainilaiarivony remettait en question la collaboration franco-malgache en tentant, en vain, d’obtenir l’appui de la Grande-Bretagne. En octobre, des ressortissants français quittaient la capitale, Tananarive, après que la France eut annoncé exercer son protectorat sur l’île.

- 19 décembre : ouverture à huis clos du premier procès Dreyfus.

- 22 décembre : au vu de nouveaux documents (en fait des faux), Dreyfus est déclaré coupable d’espionnage au profit de l’Allemagne et condamné à la déportation à perpétuité dans une enceinte fortifiée après la découverte de fuites à l’état-major. L’affaire Dreyfus divisera profondément le pays entre dreyfusards et antidreyfusards. Ces derniers seront soutenus par une presse antisémite très virulente. Les implications seront très importantes : instabilité politique et affaiblissement de la position de la France en Europe.

- 31 décembre : fin du mandat de Lanessan, gouverneur général de l’Union indochinoise depuis juin 1891. Depuis la création de l’Union indochinoise (1887), les gouverneurs généraux se sont montrés respectueux des particularismes locaux.

## Naissances
- 10 décembre : Mirzadeh Eshghi, poète iranien († 3 juillet 1924)
- 24 décembre : Georges Guynemer, aviateur français, l'As des As.
- 25 décembre : Maurice Floquet, poilu et supercentenaire français († 10 novembre 2006.
- 26 décembre : Albert Vandel, zoologiste et biospéologue français († 11 octobre 1980)

## Décès
- 3 décembre : Robert Louis Stevenson, romancier, poète et essayiste écossais (° 13 novembre 1850).
- 7 décembre : Ferdinand de Lesseps, diplomate et entrepreneur français.
- 12 décembre : John Sparrow David Thompson, premier ministre de la Nouvelle-Écosse et du Canada.
- 13 décembre : Jean Macé, enseignant et journaliste français (° 22 août 1815).
- 22 décembre : Édouard Fiers, sculpteur belge (° 22 août 1822).
- 25 décembre : Hippolyte Noël, peintre et dessinateur français (° 14 juillet 1828).
- 31 décembre : Thomas Joannes Stieltjes, mathématicien néerlandais (° 29 décembre 1856).